# Eaux Claires
Pour l’article homonyme, voir Eaux-Claires (Grenoble).
Le ruisseau des Eaux Claires est un petit cours d'eau du sud-ouest de la France et un affluent de la rive gauche de la Charente. Il arrose le département de la Charente, dans la région Nouvelle-Aquitaine.

## Géographie
La longueur de son cours d'eau est de 13,7 km.
La vallée des Eaux Claires dans la commune de Puymoyen est réputée pour son site d'escalade sur falaise calcaire et le moulin du Verger qui fabrique du papier à l'ancienne. La flore est aussi riche de nombreuses espèces méditerranéennes.

## Communes et cantons traversés

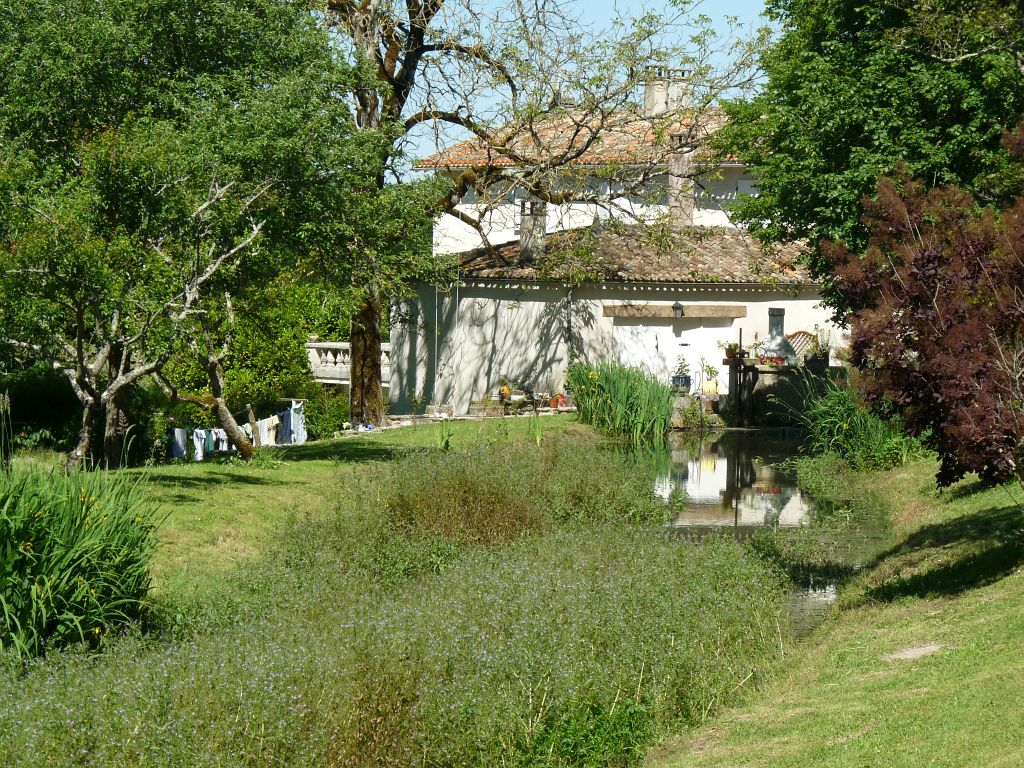
Moulin de Combe de Loup, entre Dirac et Puymoyen

Les communes traversées sont, d'amont en aval, Torsac, Dirac, Puymoyen, Vœuil-et-Giget, Angoulême, La Couronne, Saint-Michel.
Soit en termes de cantons, les Eaux Claires traversent ceux de Villebois-Lavalette, Soyaux, La Couronne et Angoulême-Ouest.

## Affluent
Les Eaux Claires n'ont pas d'affluent contributeur connu.

## Aménagements
Les Eaux Claires ont trois stations qualité des eaux de surface, respectivement installées à Puymerle (Torsac), La Couronne et Saint-Michel.

## Vallée des Eaux Claires

### Escalade
Le long de la vallée des Eaux Claires, sur la commune de Puymoyen se trouvent une trentaine de gros blocs rocheux, qui constituent un site d'escalade réputé, appelé massif des Eaux-Claires, ou simplement les Eaux-Claires. La vallée comprend actuellement plus de 500 voies équipées (du 3 au 9a) et environ 200 passages de bloc (du 4 au 8a+).

Falaises à Puymoyen
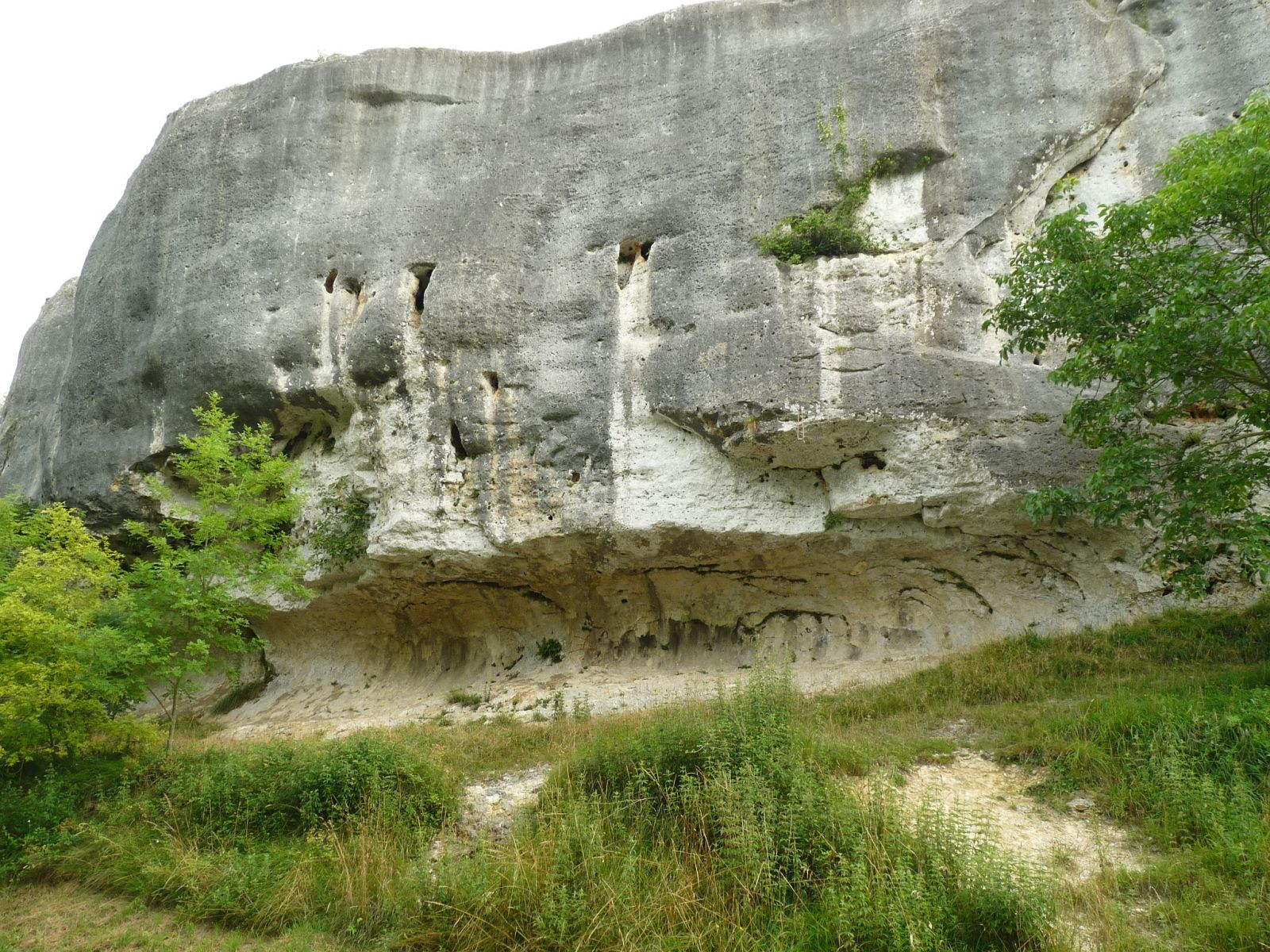
Près du Moulin du Verger
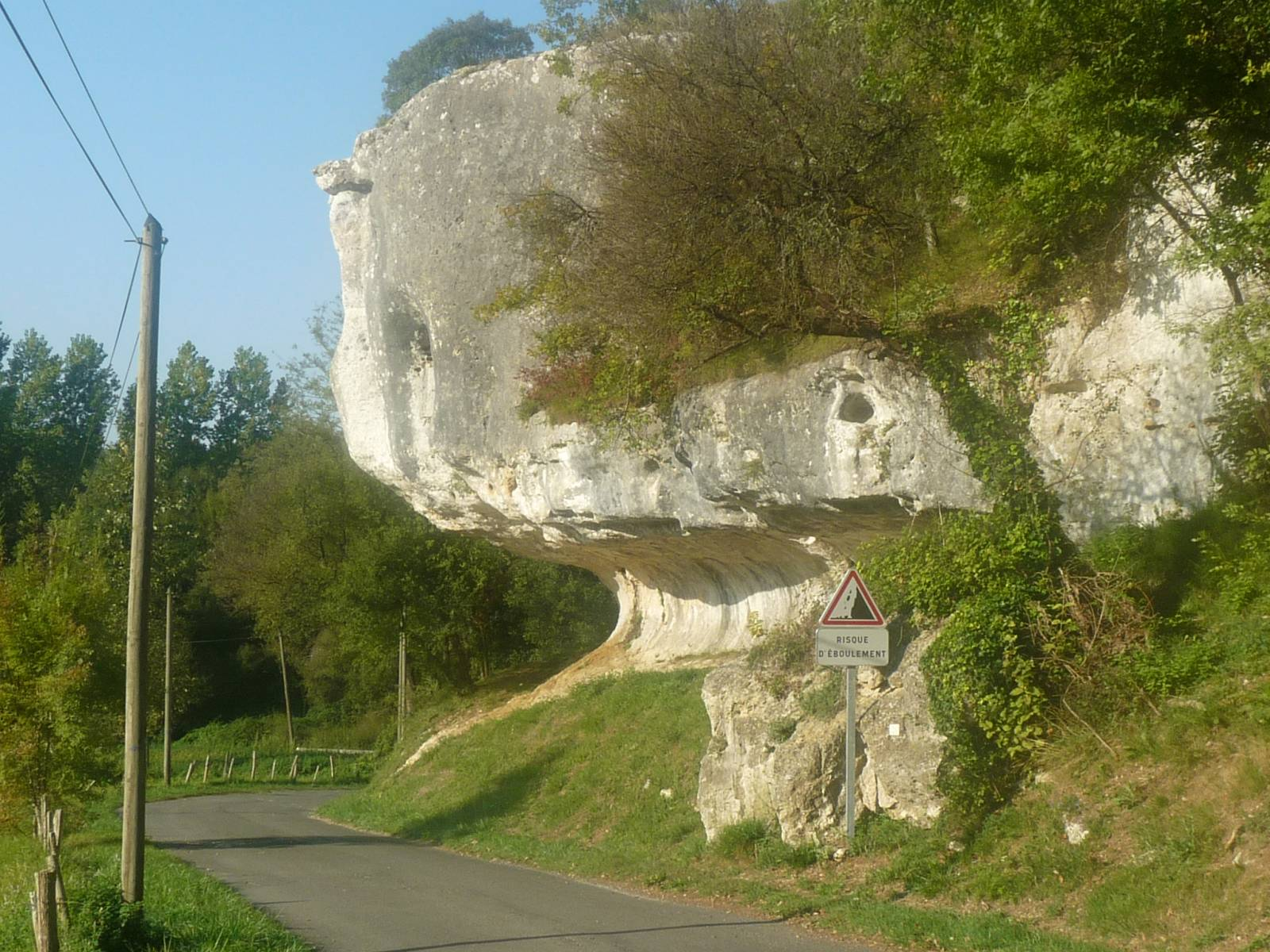
En bas du village

## Protection
Sa vallée, comme celle de l'Anguienne et de la Charreau, est classée Natura 2000.